# Chiesa di San Martino (Chiusanico)
La chiesa di San Martino è un luogo di culto cattolico situato nella frazione di Torria nel comune di Chiusanico, in piazza della Chiesa, in provincia di Imperia. La chiesa è sede della parrocchia omonima della zona pastorale di Pontedassio della diocesi di Albenga-Imperia.

## Storia e descrizione
Un primo edificio di culto nel borgo di Torria potrebbe risalire all'anno 1000, una tradizione del XVII secolo menzionerebbe una chiesa intitolata in quel periodo a san Maurizio, anche se la prima citazione della parrocchiale è datata in un documento del 9 marzo 1281. Il primo edificio doveva essere ad aula unica e in stile protoromanico, struttura che nel corso del XVI secolo subì ingrandimenti, modifiche e rifacimenti secondo i canoni architettonici del tempo.
Nel 1585 si segnalano, oltre al maggiore, quattro altari laterali: dell'Assunta, di san Mauro, di san Sebastiano e di san Maurizio; dello stesso periodo il fonte battesimale recante la data 1584. Nel Seicento fu consolidata la parte sinistra dell'edificio e il completo rifacimento della copertura; tra il 1697 e il 1702 venne ristrutturata l'intera aula che vide l'aggiunta di nuovi quattro altari ai lati intitolati al Santissimo Rosario, a Nostra Signora del Carmine, a Nostra Signora del Suffragio e a san Mauro (poi sostituito nel XIX secolo con il nuovo altare dell'angelo custode). L'altare maggiore fu consacrato nel 1783 dal vescovo di Albenga Stefano Giustiniani.
La nuova facciata della parrocchiale, in sostituzione della precedente settecentesca, venne realizzata nel corso del 1804 su progetto dei maestri varesotti Domenico e Paolo Sertorio e stuccata nel 1837 da Andrea Adami. Alcuni danni correlati al terremoto di Diano Marina del 1887 resero necessari interventi di ristrutturazione tra il 1888 e il 1889 sotto la direzione dell'impresario Nicola Fassone su progetto dell'ingegner Domenico Trincheri.
Del pittore piemontese Giovanni Borgna gli affreschi realizzati tra il 1889 e il 1891 nella volta del presbiterio (La gloria di Maria Vergine Assunta in cielo), nel catino absidale (Adorazione del Santissimo Sacramento), nella volta centrale e negli angoli (La gloria di san Martino e i Quattro Evangelisti). Sopra l'altare maggiore il crocifisso in legno del XVIII secolo (di ignoto scultore), mentre è attribuita allo mano dell'altoatesino Ferdinando Stuflesser la grande statua di San Martino a cavallo del 1926.
Tra gli altri dipinti conservati nella parrocchiale di Torria un San Martino vescovo affiancato da due angeli (del Seicento o inizio Settecento, pittore sconosciuto); i Santi medici Cosma e Damiano e i Santi martiri Faustino e Giovita nella sacrestia; la pala della Madonna del Carmine e un'altra pala d'altare della Madonna con Bambino incoronata da due angeli. Tra le statue le raffigurazioni delle virtù teologali, forse opera dello scultore Gio Andrea Casella nel XVIII secolo.